# Coseano
Coseano ist eine Gemeinde in der italienischen Region Friaul-Julisch Venetien mit 2012 Einwohnern (Stand 31. Dezember 2023).
Coseano umfasst neben dem Hauptort Coseano die Ortschaften: Barazzeto, Cisterna, Maseriis und Nogaredo di Corno sowie den Ortsteil Coseanetto und grenzt an die Gemeinden Dignano, Flaibano, Mereto di Tomba, Rive d’Arcano, San Vito di Fagagna und Sedegliano.